# Cámara de ionización
Una cámara de ionización es un dispositivo usado con dos fines principales: la detección de partículas en el aire (como en un detector de humo) y la detección o medición de la radiación ionizante. 

## Funcionamiento
Una cámara de ionización es un instrumento construido para medir el número de iones dentro de una vasija lleno de gas entre dos placas de metal conductoras (o dos electrodos planos paralelos o cilíndricos coaxiales) separadas por un hueco, pudiendo ser una la propia pared del recipiente. Se aplica un voltaje (llamado corriente de calibración) entre ambas placas, lo que limpia los electrones de forma que el dispositivo no se sature. Cuando el gas entre los electrodos se ioniza por algún motivo, por ejemplo rayos X o emisiones radiactivas, los iones se mueven hacia los electrodos de signo opuesto, creando así una corriente de ionización, que puede ser medida por un galvanómetro o un electrómetro.
Las cámaras de ionización se usan ampliamente en la industria nuclear, pues proporcionan un valor proporcional a la dosis recibida y tienen una vida útil mayor que los tubos Geiger estándar. Las cámaras de ionización se usan en medicina nuclear para determinar la actividad exacta de los tratamientos radiactivos terapéuticos (llamándose tales dispositivos «calibradores de dosis de radioisótopos»).

## Detectores de radiación
Un tubo Geiger-Müller (usado en los contadores Geiger) es otro tipo de cámara de ionización. En él una de las placas está enrollada formando un cilindro. La otra se sustituye por un cable situado en el eje del anterior. Este tipo de tubo suele estar sellado y relleno de un gas inerte, de forma que no circule corriente en los dos electrodos aunque se mantengan a potenciales diferentes.
Si una partícula de radiación ionizante entra en el tubo (una partícula alfa, beta o un rayo gamma) crea una traza de iones en el gas. Dichos iones permiten durante un instante que se forma un camino conductor entre los electrodos, disparando un breve pulso de corriente. Si esta salida se conecta a un altavoz, puede oírse el familiar chasquido de un contador Geiger.
Muchos tipos diferentes de detectores y contadores de radiación están basados en dispositivos similares al tubo Geiger-Müller. Algunos contienen diferentes gases de rellenos, otros usan líquidos y otros están abiertos al aire. Son posibles diferentes medidas dependiendo del tipo de ventana del dispositivo (una ventana de cristal no dejará pasar las partículas alfa, mientras una ventana de mica sí) o de la diferencia de potencial entre los electrodos.

## Detectores de humo
En un detector de humo el hueco entre las placas se deja expuesto al aire. La cámara contiene una pequeña cantidad de americio-241, que es un emisor de partículas alfa. Estas partículas transportan una considerable cantidad de energía, y cuando colisionan con el gas en la cámara de ionización (principalmente nitrógeno y oxígeno) el momento transferido puede ionizar las moléculas, es decir, las moléculas sin carga del gas perderán uno o más electrones y se volverán cargadas.
Debido a que las placas están a diferente voltaje (en un detector de humo típico, la diferencia de voltaje es de unos pocos cientos de voltios) los iones y electrones serán atraídos a estas. Este pequeño flujo de iones entre las placas representa una corriente eléctrica medible. Si el humo entra en el detector, interrumpe esta corriente. Los iones golpean las partículas de humos y son neutralizados. Esta caída de la corriente dispara la alarma de humo.
- Datos: Q640610
- Multimedia: Ionization chambers / Q640610